# Стефан Ерікссон (тенісист)
Стефан Ерікссон (швед. Stefan Eriksson; нар. 17 жовтня 1963) — колишній шведський тенісист.
Найвищу одиночну позицію світового рейтингу — 72 місце досяг 23 березня 1987, парну — 110 місце — 10 лютого 1986 року.

## Фінали Гран-прі за кар'єру

### Одиночний розряд: 1 (0–1)
| Результат | W/L | Дата     | Турнір                   | Покриття | Суперник      | Рахунок       |
| --------- | --- | -------- | ------------------------ | -------- | ------------- | ------------- |
| Поразка   | 0–1 | Кві 1986 | Кельн, Західна Німеччина | Тверде   | Юнас Свенссон | 7–6, 2–6, 2–6 |

## Титули на челленджерах

### Одиночний розряд: (1)
| Ранг | Рік  | Турнір             | Покриття | Суперник | Рахунок  |
| ---- | ---- | ------------------ | -------- | -------- | -------- |
| 1.   | 1987 | Cherbourg, Франція | Тверде   | Джим П'ю | 6–3, 6–0 |

### Парний розряд: (1)
| Ранг | Рік  | Турнір               | Покриття | Партнер      | Суперники                      | Рахунок       |
| ---- | ---- | -------------------- | -------- | ------------ | ------------------------------ | ------------- |
| 1.   | 1985 | Гельсінкі, Фінляндія | Тверде   | Ронні Ботман | Мортен Крістенсен Патрік Кюнен | 6–4, 3–6, 6–4 |